# さみしがりアニムスとぬいぐるみフレンズ
「Z/X -Zillions of enemy X- NF DramaCD (12)「さみしがりアニムスとぬいぐるみフレンズ」」は、ブロッコリー発売のトレーディングカードゲーム、Z/X（ゼクス）12枚目のドラマCD。2017年9月17日に発売された。

## ストーリー
キャンペーン企画「ドラマCDオーディション」に投票されたゼクスから、１位「アニムス（CV. 加隈亜衣）」、２位「ミカエル（CV. 立花理香）」、３位「リゲル（CV. 内田彩）」、５位「フィーユ（CV. 小澤亜李）」を抜擢。アニムスを主役に据え、４人が活躍する内容。

## 収録内容
1. ドラマパート『私と遊んで！　私を楽しませて！』 [44:11] 
出演 :アニムス（CV. 加隈亜衣）
ミカエル（CV. 立花理香）
リゲル（CV. 内田彩）
フィーユ（CV. 小澤亜李）
2. 寂しがり子悪魔 [3:50] 
歌 : アニムス（CV. 加隈亜衣）
作詞 / 作曲 / 編曲 : 真鍋ひでたか、吹野クワガタ、中沢昭宏

## 封入特典
ゼクス エクストラカード「アニムスと愉快な仲間たち」 2枚